# Mesochorus niger
Mesochorus niger là một loài tò vò trong họ Ichneumonidae.